# Oukřtalov
Oukřtalov je malá vesnice, část obce Počepice v okrese Příbram ve Středočeském kraji. Nachází se asi 1,5 kilometru jihozápadně od Počepic. Je zde evidováno 9 adres. V roce 2011 zde trvale žilo devět obyvatel.
Oukřtalov leží v katastrálním území Počepice o výměře 5,89 km².

## Historie
První písemná zmínka o vesnici pochází z roku 1513.

## Obyvatelstvo
| Rok            | 1869 | 1880 | 1890 | 1900 | 1910 | 1921 | 1930 | 1950 | 1961 | 1970 | 1980 | 1991 | 2001 | 2011 | 2021 |
| -------------- | ---- | ---- | ---- | ---- | ---- | ---- | ---- | ---- | ---- | ---- | ---- | ---- | ---- | ---- | ---- |
| Počet obyvatel | 66   | 63   | 64   | 51   | 42   | 40   | 43   | 25   | 25   | 23   | 14   | 9    | 7    | 9    | 9    |
| Počet domů     | 9    | 8    | 10   | 8    | 8    | 8    | 8    | 7    | 7    | 6    | 6    | 5    | 6    | 6    | 7    |

## Galerie

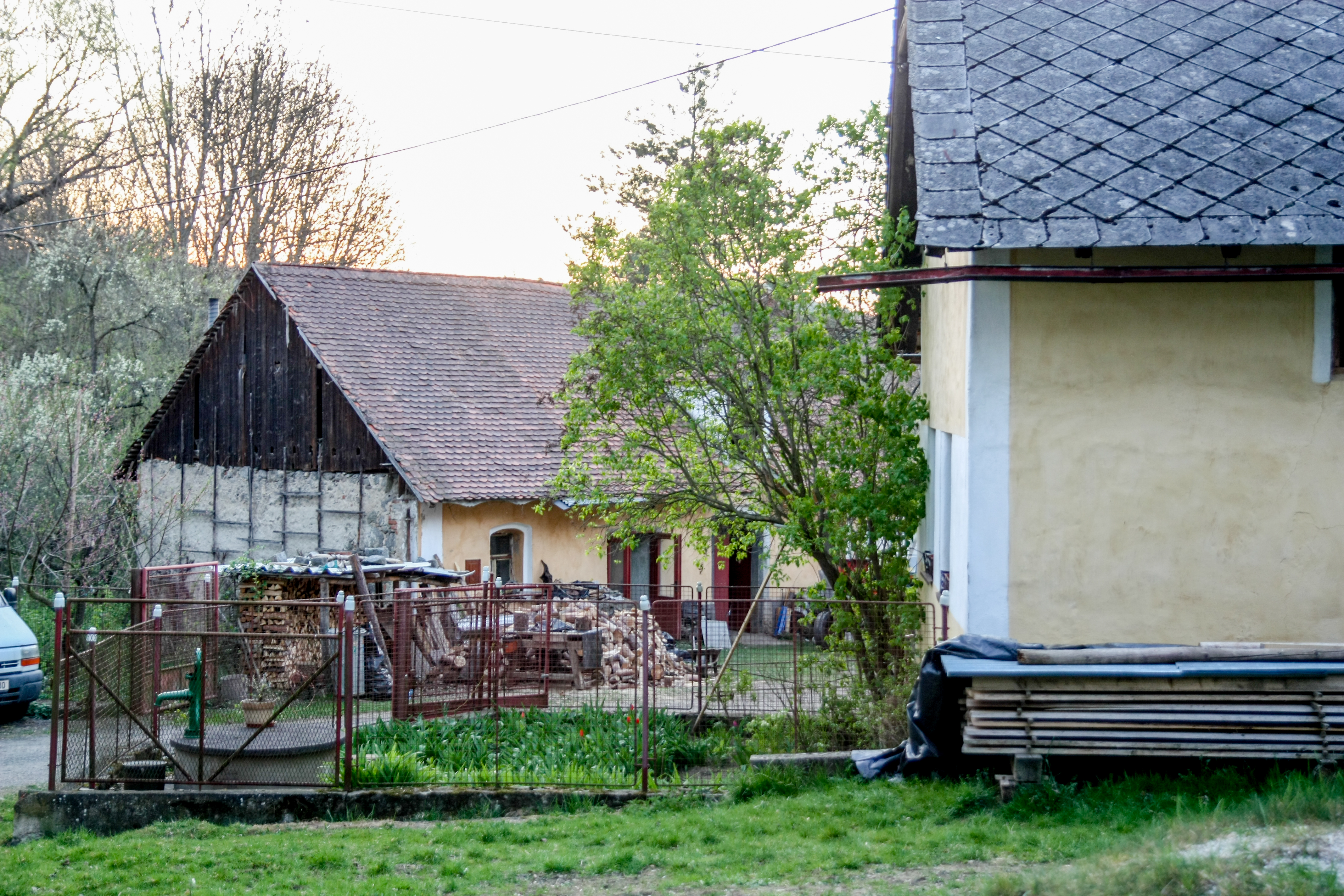
Usedlost v obci (2019)
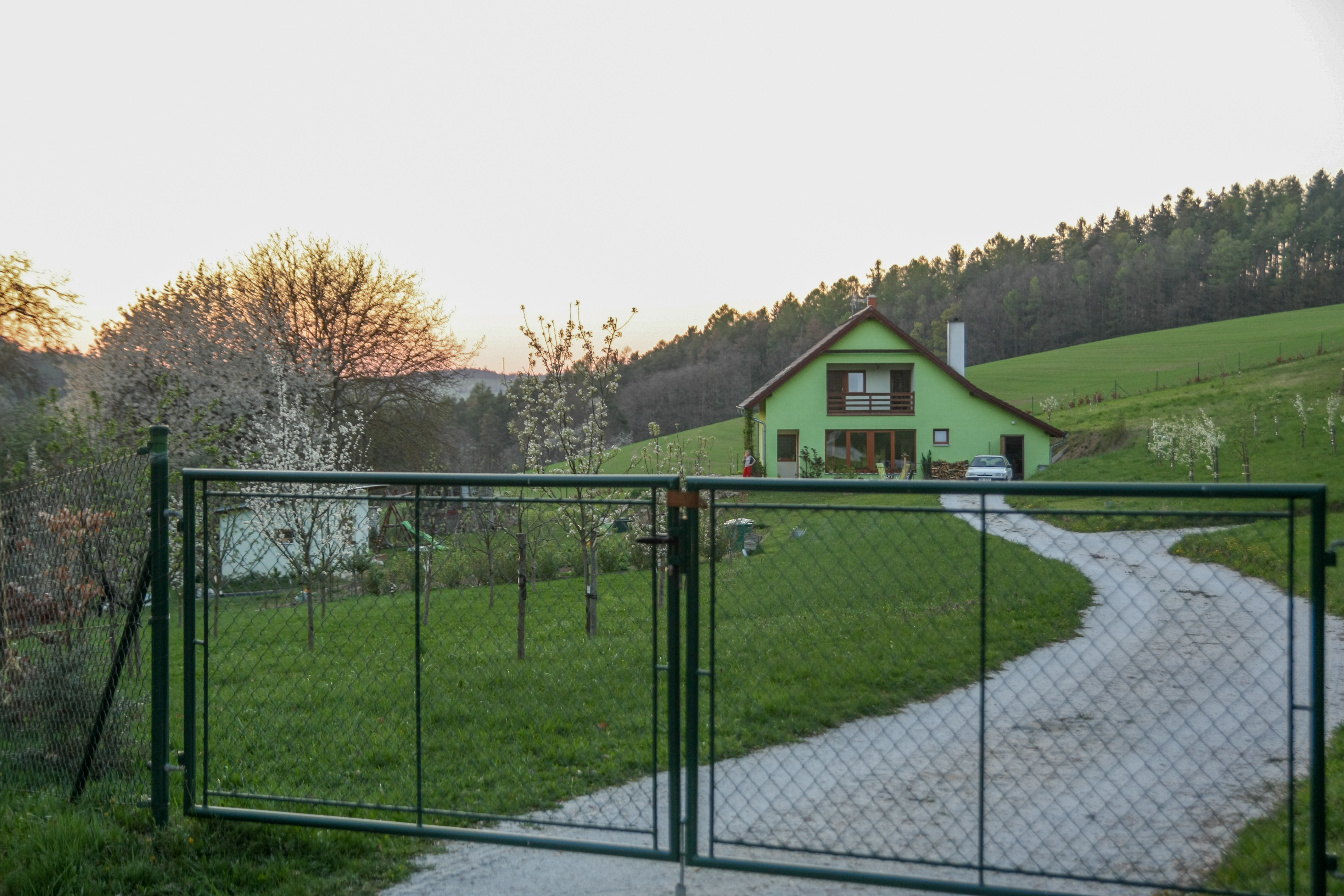
Novostavba (2019)
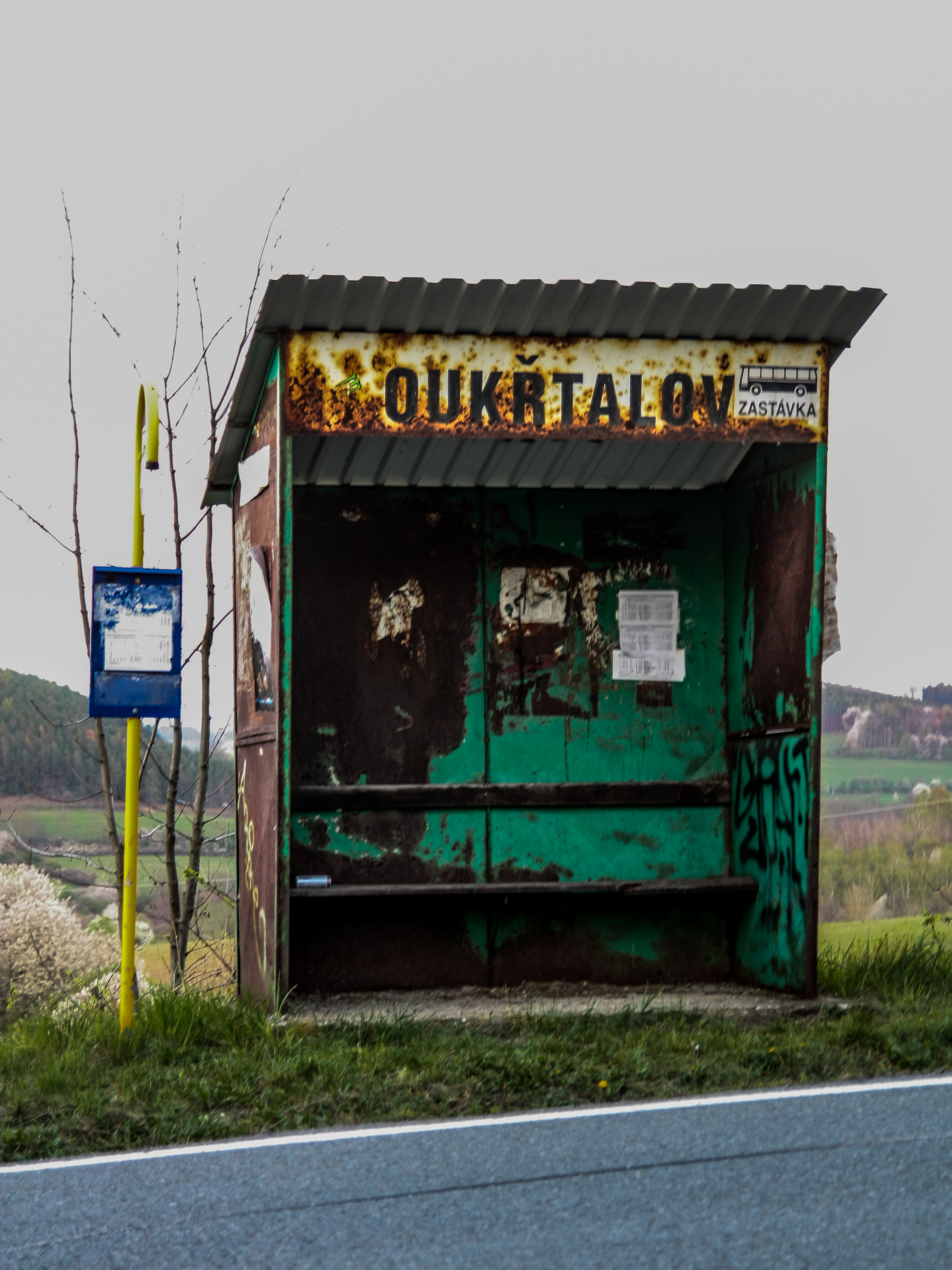
Autobusová zastávka před obcí (2019)